# David O'Leary
David Anthony O'Leary, född 2 maj 1958 i London, är en irländsk fotbollstränare och före detta fotbollsspelare.
David O'Leary hade en lång karriär som mittback i Arsenal. Han gjorde A-lagsdebut som 17-åring i augusti 1975 och spelade sin sista match i klubben när man besegrade Sheffield Wednesday i FA-cupfinalen i maj 1993. Totalt spelade O'Leary 722 matcher för Arsenal, vilket är klubbrekord. Han avslutade spelarkarriären i Leeds United säsongen 1993/94. Han tillhörde Leeds spelartrupp ända till säsongen 1995/96, men en skada gjorde att han inte kunde spela något efter 1994. Han blev manager för Leeds 1998 då han efter att ha varit assisterande manager tog över efter George Graham. Hans främsta merit som tränare i Leeds var att föra laget till semifinal i UEFA Champions League 2000/2001. Hans senaste tränaruppdrag var i den Förenade Arabemiratiska klubben Al-Ahli 2010-2011.

## Karriärstatistik

### Klubb
| Klubb                  | Säsong                 | Liga                   | Liga    | Liga | Cup      | Cup      | Ligacup | Ligacup | Europa  | Europa | Totalt  | Totalt |
| Klubb                  | Säsong                 | Liga                   | Matcher | Mål  | Matcher  | Mål      | Matcher | Mål     | Matcher | Mål    | Matcher | Mål    |
| Klubb                  | Säsong                 | Liga                   | Liga    | Liga | FA-cupen | FA-cupen | Ligacup | Ligacup | Europa  | Europa | Totalt  | Totalt |
| ---------------------- | ---------------------- | ---------------------- | ------- | ---- | -------- | -------- | ------- | ------- | ------- | ------ | ------- | ------ |
| Arsenal                | 1975/76                | First Division         | 27      | 0    | 1        | 0        | 2       | 0       | 0       | 0      | 30      | 0      |
| Arsenal                | 1976/77                | First Division         | 33      | 2    | 3        | 0        | 4       | 1       | 0       | 0      | 40      | 3      |
| Arsenal                | 1977/78                | First Division         | 41      | 1    | 6        | 1        | 6       | 0       | 0       | 0      | 53      | 2      |
| Arsenal                | 1978/79                | First Division         | 37      | 2    | 11       | 0        | 1       | 0       | 5       | 0      | 54      | 2      |
| Arsenal                | 1979/80                | First Division         | 34      | 1    | 9        | 0        | 6       | 0       | 9       | 0      | 58      | 1      |
| Arsenal                | 1980/81                | First Division         | 24      | 1    | 1        | 0        | 2       | 0       | 0       | 0      | 27      | 1      |
| Arsenal                | 1981/82                | First Division         | 40      | 1    | 1        | 0        | 5       | 0       | 4       | 0      | 50      | 1      |
| Arsenal                | 1982/83                | First Division         | 36      | 1    | 5        | 0        | 7       | 0       | 2       | 0      | 50      | 1      |
| Arsenal                | 1983/84                | First Division         | 36      | 0    | 1        | 0        | 4       | 0       | 0       | 0      | 41      | 0      |
| Arsenal                | 1984/85                | First Division         | 36      | 0    | 3        | 0        | 3       | 0       | 0       | 0      | 42      | 0      |
| Arsenal                | 1985/86                | First Division         | 35      | 0    | 5        | 0        | 7       | 0       | 0       | 0      | 47      | 0      |
| Arsenal                | 1986/87                | First Division         | 39      | 0    | 4        | 0        | 9       | 0       | 0       | 0      | 52      | 0      |
| Arsenal                | 1987/88                | First Division         | 23      | 0    | 4        | 0        | 6       | 1       | 0       | 0      | 33      | 1      |
| Arsenal                | 1988/89                | First Division         | 26      | 0    | 1        | 0        | 0       | 0       | 0       | 0      | 27      | 0      |
| Arsenal                | 1989/90                | First Division         | 34      | 1    | 3        | 0        | 4       | 0       | 0       | 0      | 41      | 1      |
| Arsenal                | 1990/91                | First Division         | 21      | 1    | 6        | 0        | 1       | 0       | 0       | 0      | 28      | 1      |
| Arsenal                | 1991/92                | First Division         | 25      | 0    | 1        | 0        | 1       | 0       | 0       | 0      | 27      | 0      |
| Arsenal                | 1992/93                | Premier League         | 11      | 0    | 4        | 0        | 1       | 0       | 0       | 0      | 16      | 0      |
| Arsenal                | Totalt                 | Totalt                 | 558     | 11   | 69       | 1        | 69      | 2       | 20      | 0      | 716     | 14     |
| Leeds United           | 1993/94                | Premier League         | 10      | 0    |          |          |         |         |         |        |         |        |
| Leeds United           | 1994/95                | Premier League         | 0       | 0    |          |          |         |         |         |        |         |        |
| Leeds United           | Totalt                 | Totalt                 | 10      | 0    |          |          |         |         |         |        |         |        |
| Totalt under karriären | Totalt under karriären | Totalt under karriären | 568     | 11   |          |          |         |         |         |        |         |        |

### Statistik som tränare
| Lag          | Nat.                  | Från           | Till          | Rekord | Rekord | Rekord | Rekord | Rekord | Rekord | Rekord  | Ref. |
| Lag          | Nat.                  | Från           | Till          | SM     | V      | O      | F      | GM     | IM     | Vinst % | Ref. |
| ------------ | --------------------- | -------------- | ------------- | ------ | ------ | ------ | ------ | ------ | ------ | ------- | ---- |
| Leeds United | England               | 1 oktober 1998 | 27 juni 2002  | 203    | 101    | 47     | 55     | 320    | 217    | 49,75   |      |
| Aston Villa  | England               | 20 maj 2003    | 19 juli 2006  | 131    | 47     | 35     | 49     | 172    | 176    | 35,88   |      |
| Al-Ahli      | Förenade arabemiraten | 4 juli 2010    | 22 april 2011 | 7      | 3      | 2      | 2      | 14     | 13     | 42,86   |      |
| Total        | Total                 | Total          | Total         | 341    | 151    | 84     | 106    | 506    | 406    | 44,28   |      |

- Al-Ahli: Endast ligamatcher

## Meriter
- 67 landskamper (2 mål) för Irland
- VM i fotboll: 1990
- VM-kvartsfinal 1990
- Engelsk mästare 1989, 1991
- FA-cupen 1979, 1993
- Engelska ligacupen 1987, 1993

## Tränarkarriär
- Aston Villa (2003–2006)
- Leeds United (manager 1998–2002)
- Leeds United (assisterande manager 1996–1998)